# Josef Ledecký
Josef Ledecký (* 23. března 1942 v Praze) je bývalý československý fotbalista hrající na pozici brankáře.

## Fotbalová kariéra
V československé lize chytal za Slavii Praha a Bohemians Praha. Nastoupil v 86 ligových utkáních. Do mužstva Slavie přestoupil v roce 1964 ze Slavoje Vyšehrad. Do Bohemians přestoupil z Chomutova. Působil též mládežnických československých reprezentačních výběrech. Byl oceňován pro svou dobrou reakci, mrštnost a obratnost i díky nimž s přehledem řešil situace před brankou.

## Ligová bilance
| Ročník                                   | Zápasy | Góly | Klub            |
| ---------------------------------------- | ------ | ---- | --------------- |
| 2. československá fotbalová liga 1964/65 | -      | -    | Slavia Praha    |
| 1. československá fotbalová liga 1965/66 | 26     | 0    | Slavia Praha    |
| 1. československá fotbalová liga 1966/67 | 15     | 0    | Slavia Praha    |
| 1. československá fotbalová liga 1969/70 | 17     | 0    | Bohemians Praha |
| 2. československá fotbalová liga 1970/71 | -      | 0    | Bohemians Praha |
| 2. československá fotbalová liga 1971/72 | -      | 0    | Bohemians Praha |
| 2. československá fotbalová liga 1972/73 | -      | 0    | Bohemians Praha |
| 1. československá fotbalová liga 1973/74 | 26     | 0    | Bohemians Praha |
| 1. československá fotbalová liga 1976/77 | 2      | 0    | Bohemians Praha |
| CELKEM                                   | 86     | 0    |                 |